# Urandra
Urandra là một chi thực vật có hoa trong họ Stemonuraceae.

## Loài
Chi Urandra gồm các loài: